# Высоковакуловский сельский совет (Козельщинский район)
Высоковакуловский сельский совет (укр. Високовакулівська сільська рада) — входит в состав
Козельщинского района
Полтавской области
Украины.
Административный центр сельского совета находится в 
с. Высокая Вакуловка.

## Населённые пункты совета
- с. Высокая Вакуловка
- с. Долгое
- с. Марьяновка
- с. Юровка